# Gornji Šajn
Gornji Šajn je naselje u Hrvatskoj u općini Brod Moravice. Nalazi se u Primorsko-goranskoj županiji.

## Zemljopis
Jugozapadno su Goliki, sjeverozapadno su Klepeće Selo, Podgorani i Šimatovo, sjeverno je Donji Šajn, sjeveroistočno je Gornji Šehovac, južno su Delači.

## Stanovništvo
| broj stanovnika | 118   | 95    | 87    | 103   | 147   | 126   | 124   | 87    | 76    | 73    | 68    | 57    | 32    | 16    | 9     | 12    | 15    |
|                 | 1857. | 1869. | 1880. | 1890. | 1900. | 1910. | 1921. | 1931. | 1948. | 1953. | 1961. | 1971. | 1981. | 1991. | 2001. | 2011. | 2021. |